# Kazimierz Kwiatkowski (architekt)

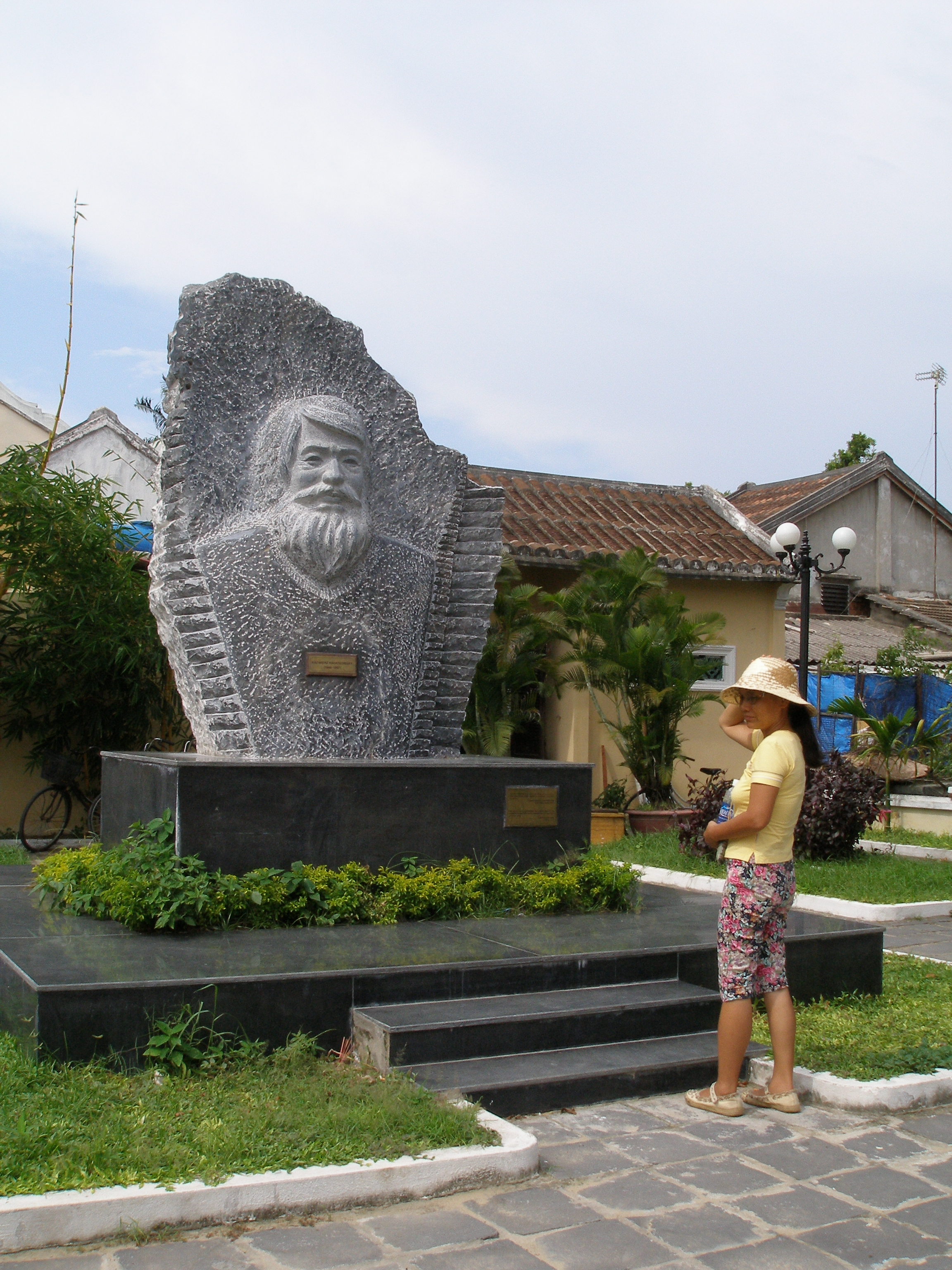
Pomnik Kazimierza Kwiatkowskiego w Hội An, w Wietnamie

Kazimierz Kwiatkowski, znany jako „Kazik”, „Znachor”, „Człowiek z dżungli” (ur. 2 lipca 1944 w Pacholu, zm. 1997 w Huế w Wietnamie) – polski architekt, konserwator zabytków.

## Życiorys

### Okres lubelski
Absolwent Wydziału Architektury Politechniki Krakowskiej (1969). Po studiach pracował w Urzędzie Wojewódzkim w Lublinie, potem w lubelskim oddziale Państwowego Przedsiębiorstwa Pracowni Konserwacji Zabytków i w Biurze Projektowo-Badawczym Budownictwa Ogólnego Miastoprojekt.
W swojej pracy sporządzał plany zagospodarowania przestrzennego, zajmował się projektowaniem urbanistycznym, zaprojektował osiedle Słoneczne w Zamościu oraz wiele domów jednorodzinnych. Opracował także projekt konkursowy zagospodarowania Placu po Farze na Starym Mieście w Lublinie, ostatecznie niezrealizowany. Pracował przy renowacji Kaplicy Trójcy Świętej. Z czasem zajął się ochroną zabytków między innymi dla Muzeum Wsi Lubelskiej, gdzie wykonywał inwentaryzacje architektoniczne budownictwa ludowego.

### Praca w Wietnamie
Pod koniec lat 70., pracując w lubelskim oddziale PPPKZ, został kierownikiem Polsko-Wietnamskiej Misji Konserwacji Zabytków i wyjechał do Azji Południowo-Wschodniej. Kierował pracami konserwatorskimi w Wietnamie od 1981 r. do swojej śmierci w 1997 r.
Wietnam po 40 latach wojny był bardzo zniszczony, więc UNESCO zaapelowało o pomoc w ratowaniu zabytków. Szukano architekta, który jednocześnie ma doświadczenie w konserwacji zabytków, biegle mówi po rosyjsku i francusku. Kazimierz Kwiatkowski był pierwszym zagranicznym konserwatorem zabytków, który przyjechał do Wietnamu. To było już po wojnie wietnamskiej, ale nikt nie wiedział, czego może spodziewać się na miejscu.
Przez pierwszych kilka miesięcy wraz z garstką wietnamskich fachowców sporządzał dokumentację tego, co zostało po wojnie. Skupił się na czamskich „wieżach” (tj. zrujnowanych świątyniach) w Mỹ Sơn niedaleko Đà Nẵng w środkowej części Wietnamu. Brak infrastruktury oraz zaminowany teren po wojnie wietnamskiej nie były sprzymierzeńcami Kwiatkowskiego, więc na początku swojego pobytu w Wietnamie mieszkał w bambusowym szałasie. Najpierw wraz z miejscowymi mieszkańcami musiał odgruzować i wyczyścić teren, na którym pracowali. Do 1989 roku uratowano tam prawie 20 czamskich wież, a 26 marca 1994 roku w budowlach D1 i D2 w Mỹ Sơn otwarto Muzeum Rzeźb Czamskich. Pod jego kierunkiem badano i konserwowano także świątynie czamskie w innych miejscach: Tháp Đôi, Dương Long, Phan Rang, Garai, Quy Nhơn, Khương Mỹ, Tháp Nhạn, Chiên Đàn, Bằng An i Po Kong. W tym ostatnim pod progiem Kwiatkowski odkrył bardzo cenne złote naczynia ofiarne. Podobny skarb odkryli Francuzi w Mỹ Sơn w 1904 roku. W lipcu 1982 roku odwiedził Hội An leżące 40 km od Đà Nẵng, by zrelaksować się i wykąpać w morzu. Zwiedzając niewielkie miasteczko był podobno pierwszym białym, jakiego widzieli mieszkańcy Hội An. Władze miasta chciały zburzyć zagrzybione domy w starej części i postawić w ich miejsce nowe osiedle. Kwiatkowski, zauroczony Hội An, sprzeciwił się temu i zaczął przekonywać, by dano szansę Staremu Miastu.
Bartłomiej Kwiatkowski porównuje Hội An do Kazimierza Dolnego nad Wisłą, ze względu na wartość zespołu zabytków, jaki znajdziemy w obu miasteczkach. Hội An, tak jak Kazimierz, był kiedyś portem rzecznym, z typową dla tego regionu drewnianą architekturą. Bartłomiej Kwiatkowski stwierdził, że jego ojciec „przekonywał Wietnamczyków, że jest ona wartością samą w sobie, więc trzeba walczyć o jej przetrwanie”.
Nguyễn Đức Minh, który towarzyszył Kwiatkowskiemu w czasie pierwszej wizyty w Hội An, tak wspominał tamten dzień: „Na początku to my byliśmy jego przewodnikami, ale już po godzinie Kazik stał się naszym przewodnikiem. Gdy zobaczył jakiś starożytny budynek, od razu wchodził i zapisywał, rysował główne części budynku, wypytywał o wszystko domowników. Potem dopiero zauważyłem, że domy, które Kazik odwiedził, miały dużą wartość historyczno-kulturową. Zwiedzanie uliczek Hội An było poza planem wizyty, dlatego plan odpoczynku i popływania w morzu, jak określił to Kazik, zbankrutował”.
Kiedy w 1992 roku po przemianach ustrojowych w Polsce Misja Konserwatorska miała kłopoty finansowe, Kwiatkowski nawiązał współpracę z Towarzystwem Przyjaciół Kultury Czamów w Stuttgarcie, od którego dostał fundusze na kontynuację swoich badań.
W drugiej połowie lat 90. zaczął prace przy Zakazanym Mieście w Huế, które było bardzo zniszczone po nalotach bombowych w czasie wojny wietnamskiej. Wykonał też dokumentację grobowca cesarza Tự Đứca położonego niedaleko Huế. Tuż przed śmiercią został szefem prac prowadzonych przy Pałacu Cesarskim finansowanym przez wietnamską Agencję Zarządzania Projektem Huế.
Dzięki jego staraniom w 1993 roku na Listę Światowego Dziedzictwa UNESCO trafiło Zakazane Miasto w Huế, a w 1999 roku stara część miasta Hội An oraz Mỹ Sơn. W Hội An Kwiatkowskiego uważa się za męża opatrznościowego, który uchronił zabytkowy kompleks przed likwidacją i przyczynił się do sukcesu miasta. Jemu przypisuje się główną zasługę wpisania starego miasta Hội An do rejestru zabytków światowego dziedzictwa UNESCO.

### Śmierć
19 marca 1997 roku zmarł w Cesarskim Mieście na zawał serca, prawdopodobnie z przepracowania. Dwa dni później miasto Huế uroczyście pożegnało Kazimierza Kwiatkowskiego. Sarkofag z jego ciałem stanął w Zakazanym Mieście w wypełnionej po brzegi Sali Mandarynów. Muzyce żałobnej wykonanej przez orkiestrę w narodowych strojach wietnamskich towarzyszyły przemówienia pożegnalne oficjeli. Kondukt żałobny prowadzony przez szpaler policjantów na motocyklach odprowadził ciało polskiego architekta ulicami Huế do bram miasta. Jak wspomina pracujący z nim Marek Kowalczyk: „Huế pożegnało Kazimierza Kwiatkowskiego jak jednego z najgodniejszych obywateli tego królewskiego miasta. Konsul stwierdził, że ceremonia miała wyjątkowo uroczysty charakter”. Pochowany został 2 kwietnia 1997 roku na cmentarzu parafialnym przy kościele św. Agnieszki na Kalinowszczyźnie w Lublinie.

## Upamiętnienie
Kwiatkowski jest jednym z niewielu obcokrajowców upamiętnionych pomnikiem w Wietnamie. Dedykowane mu tablice pamiątkowe znajdują się w Purpurowym Zakazanym Mieście (pałac cesarski) w Huế i w sanktuarium religijnym Czamów w Mỹ Sơn. W 2007 w Hội An odsłonięto pomnik Kazimierza Kwiatkowskiego. Autorem jest wietnamski rzeźbiarz Phạm Hồng. Pomnik znajduje się przy ulicy Trần Phú pod nr 138 w Parku Kazika, nazwanym tak na cześć Kwiatkowskiego. 
19 marca 2017 roku w 20 rocznicę śmierci Kwiatkowskiego odbył się w Huế panel dyskusyjny z udziałem osób, które go znały. Ukazała się także książka autorstwa Jacka Zygmunta Matuszaka pod tytułem Kazimierz Kwiatkowski (1944–1997). Wspomnienie niezwykłego człowieka. Architekt jest także bohaterem kilku wietnamskich książek i inspiracją dla wietnamskich filmowców. 

## Przezwiska
Architekt z Lublina dostał w Wietnamie dwa przezwiska: „Człowiek z dżungli” i „Znachor”. To pierwsze dlatego, że na początku mieszkał w bambusowym szałasie, a zespół zabytkowych świątyń, w których pracował, otaczał las. Drugie przylgnęło do niego, ponieważ niedługo po polskiej premierze w Wietnamie pokazywany był film Znachor z 1981 roku - a zarośnięty, długobrody Kazik przypominał fizycznie postać doktora Wilczura.